# Bathymophila gravida
Bathymophila gravida är en snäckart som beskrevs av B.A. Marshall 1999. Bathymophila gravida ingår i släktet Bathymophila och familjen pärlemorsnäckor. Inga underarter finns listade i Catalogue of Life.